# زاب كولتر
 واين موريس كيون  (بالإنجليزية: Dutch Mantel) مصارع أمريكي محترف سابق، وهو الآن يعمل في الدبليو دبليو أي كمدير تحت اسم  زاب كولتر  وهو صديق ومدير أعمال جاك سواجر، وقد كان يصارع سابقا تحت اسم دوتش مانتيل، وقد كان مدير أعمل المصارع أنطونيو سيزارو ولكن أنقلب سيزارو ضده وضد جاك سواجر، وكان دائما هو وسواجر يرددون شعار (نحن الشعب)، وفي يوم 30 يونيو تحول زاب وسواجر إلى محبوبين من قبل الجمهور بعد أن بدائا عدائهما مع روسيف ولانا، وفي يوم 18 أغسطس تواجه كل من سواجر وروسيف في مباراة العلم وأنتصر روسيف وقام بمهاجمة زاب على وجهه.

## حياته الشخصية
في أغسطس 2012 أعلن زاب على صفحته في الفيس بوك بأن حفيدته أميليا البالغة من العمر 16 عام قد ماتت أثر حادث سيارة، وقال أن سائق السيارة الأخرى مات أيضا بعد أن حاول الهروب من الشرطة بعد الحادث، وقد تام إصدار قانون اسمه (قانون أميليا) وهو قانون بتفتيش عن المخدرات وقد تم تطبيقه في يونيو 2014، ولزاب حفيدة أخرى (أخت أميليا) بلأضافة إلى والدة أميليا (أبنة زاب).

## مواضيع أخرى
ظهر زاب في لعبة WWE2K15 متاح للعب كمدير.

## مصارعون أدارهم
- جاك سواجر
- أنطونيو سيزارو
- ذا الأخوان بلو
- جاستن برادشو
- سيد الألم
- المقاتل الحر.

## بطولاته وأنجازاته
- DCW Heavyweight Championship مرة واحدة
- NWA Georgia Junior Heavyweight Championship مرة واحدة
- HPW Heavyweight Championship مرة واحدة
- Mid-South Television Championship مرة واحدة
- AWA Southern Heavyweight Championship خمسة مرات
- AWA Southern Tag Team Championship ثلاث مرات
- CWA Heavyweight Championship ثلاث مرات
- CWA International Heavyweight Championship مرتان
- NWA Mid-America Heavyweight Championship أثنى عشر مرة
- NWA Mid-America Tag Team Championship مرتان
- NWA Mid-America Television Championship مرة واحدة
- NWA Southern Tag Team Championship مرة واحدة
- NWA Tennessee Tag Team Championship مرتان
- NWA Southeastern Continental Heavyweight Championship مرة واحدة
- NWA Southeastern Heavyweight Championship مرة واحدة
- USWA Unified World Heavyweight Championship مرة واحدة
- WWC North American Tag Team Championship أربع مرات

## روابط خارجية
- زاب كولتر على موقع IMDb (الإنجليزية)
- زاب كولتر على موقع دبليو دبليو إي (الإنجليزية)
- زاب كولتر على موقع WrestlingData.com (الإنجليزية)
- زاب كولتر على موقع CageMatch worker (الإنجليزية)
- زاب كولتر على موقع قاعدة بيانات المصارعة على الإنترنت (الإنجليزية)
- زاب كولتر على موقع عالم المصارعة على الإنترنت (الإنجليزية)
- زاب كولتر على موقع عالم المصارعة على الإنترنت (الإنجليزية)